# Kukeski okrug
Kukëski okrug (albanski: Qarku i Kukësit) je jedan od 12 okruga u Albaniji. Glavni grad okruga je Kukës.
Sastoji se od sljedećih distrikata:
- Haški distrikt
- Kukëski distrikt
- Tropojski distrikt

S istoka, okrug graniči s Kosovom, na krajnjem sjeverozapadu s Crnom Gorom, a na krajnjem jugoistoku sa Sjevernom Makedonijom. Unutar Albanije, Kukëski okrug graniči sa sljedećim okruzima:
- Dibërski okrug: jug
- Lješki okrug: jugozapad
- Skadarski okrug: zapad